# B' Katīgoria 1987-1988
L'edizione 1987-1988 della B' Katīgoria vide la vittoria finale del'Keravnos Strovolos.

## Squadre partecipanti
| Club                   | Città      | Stadio | Stagione precedente             |
| ---------------------- | ---------- | ------ | ------------------------------- |
| Adonis Idalion         | Dali       | ...    | ?° in B' Katīgoria              |
| Akritas Chlōrakas      | Chlorakas  | ...    | ?° in B' Katīgoria              |
| Digenis Akritas Ypsona | Ypsona     | ...    | ?° in B' Katīgoria              |
| Doxa Katōkopias        | Katokopia  | ...    | ?° in B' Katīgoria              |
| Elpida Xylophagou      | Xylofagou  | ...    | In terza divisione, promosso    |
| EN ThOΪ Lakatamia      | Lakatamia  | ...    | ?° in B' Katīgoria              |
| Ethnikos Devteras      | ?          | ...    | In terza divisione, promosso    |
| Evagoras Paphou        | Pafo       | ...    | ?° in B' Katīgoria              |
| Keravnos Strovolos     | Strovolos  | ...    | ?° in B' Katīgoria              |
| Omonia Aradippou       | Aradhippou | ...    | 15° in A' Katīgoria, retrocesso |
| Onīsilos Sōtīra        | Sotira     | ...    | ?° in B' Katīgoria              |
| Orpheas Nicosia        | Nicosia    | ...    | ?° in B' Katīgoria              |
| Othellos Athīainou     | Athīenou   | ...    | ?                               |
| PAEEK Kerynias         | Kyrenia    | ...    | ?° in B' Katīgoria              |

## Classifica finale
|  | Pos. | Squadra                | Pt | G  | V  | N  | P  | GF | GS | DR  |
|  | ---- | ---------------------- | -- | -- | -- | -- | -- | -- | -- | --- |
|  | 1.   | Keravnos Strovolos     | 43 | 28 | 18 | 7  | 3  | 52 | 21 | +31 |
|  | 2.   | Omonia Aradippou       | 42 | 28 | 18 | 6  | 4  | 54 | 23 | +31 |
|  | 3.   | Evagoras Paphou        | 40 | 28 | 16 | 8  | 4  | 54 | 19 | +35 |
|  | 4.   | Orpheas Nicosia        | 33 | 28 | 12 | 9  | 7  | 48 | 32 | +16 |
|  | 5.   | Elpida Xylophagou      | 26 | 28 | 10 | 6  | 12 | 36 | 39 | -3  |
|  | 6.   | Onīsilos Sōtīra        | 26 | 28 | 8  | 10 | 10 | 29 | 33 | -4  |
|  | 7.   | EN ThOΪ Lakatamia      | 26 | 28 | 11 | 4  | 13 | 40 | 46 | -6  |
|  | 8.   | Doxa Katōkopias        | 26 | 28 | 10 | 6  | 12 | 32 | 38 | -6  |
|  | 9.   | Ermīs Aradippou        | 26 | 28 | 8  | 10 | 10 | 27 | 39 | -12 |
|  | 10.  | Adonis Idalion         | 24 | 28 | 11 | 2  | 15 | 48 | 48 | 0   |
|  | 11.  | Akritas Chlōrakas      | 24 | 28 | 10 | 4  | 14 | 41 | 56 | -15 |
|  | 12.  | Ethnikos Defteras      | 23 | 28 | 9  | 5  | 14 | 40 | 39 | +1  |
|  | 13.  | Digenis Akritas Ipsona | 21 | 28 | 9  | 3  | 16 | 29 | 50 | -21 |
|  | 14.  | PAEEK Kerynias         | 20 | 28 | 6  | 8  | 14 | 23 | 45 | -22 |
|  | 15.  | Othellos Athīainou     | 20 | 28 | 7  | 6  | 15 | 24 | 49 | -25 |

### Verdetti
- Keravnos Strovolos e Omonia Aradippou promosse in A' Katīgoria 1988-1989.